# Газі-Мухаммад
Газі-Мухаммад (*1794 або 1795 —17 жовтня 1832) — 1-й імам Дагестану і Чечні з 1829 до 1832 року, борець проти російського панування на Північному Кавказі під час Великої Кавказької війни. Повне ім'я Газі-Мухаммад бен Мухаммад бен Ісмаїл ал-Гену ал-Аварі ад-Дагістані.

## Життєпис

### Молоді роки
Походив з впливового гідатлінського роду узденей Дагестану. Його прадід Ібрагім Хаджіяв жив в аулі Урада. Дід Ісмаїл замолоду переїхав навчатися до аул Гімри Койсубулінської громади (нині Унцукульський район Дагестану), на запрошення жителів працював священнослужителем (будуном) в аулі Каранай. Газі-Мухаммад був сином Мухаммада бен Ісмаїла на прізвисько Гідалав та Багісултан з впливового місцевого роду Мадаїлал. Батько Газі-Мухаммада був майстерною людиною, ковалем, виготовляв вироби зі срібла та заліза, проте зловживав спиртним. В подальшому останнє спричинило конфлікт із сином.
У 15-річному віці Газі-Мухаммаду батько почав сватати дівчину на ім'я Шамай, дочку гімрінца Даліл Мухаммадгазі. Проте майбутній імам, що не бажав тоді одружитися, зумів переконати батька не робити цього. Проте згодом змушений був одружитися з донькою Алі Галбацілави на ім'я Шамайю. Потім навчався у с. Каранай, де вивчав Коран та арабську мову. Потім навчався у відомого аліма-вченого Саїда Араканського. Під час проходження навчання помер батько Газі-Мухаммада. Останній розлучився з дружиною й вирішив зайнятися ремеслом батька, але мати вмовила його продовжити навчання. Одружився з Білі, донькою Хаджіль-Хаскіля.
Згодом стає відомим алімом у Дагестані, викладав у ногайських та черкеських аулах, в Кізлярі, аулі Чіркей. Ставши фінансово самостійним у 1823 році одружився з 13-річною Патіпат, донькою Мікаіліла Хаскіля.

### Імам
На початку 1820-х років Мухаммадом Яразьким були розроблені принципи мюридизму, що започаткувало системну роботу на встановлення шаріату у Дагестані, майбутнього імамату. При цьому спочатку проповідувався газават духовний, проти порушників правил Корану. Незабаром заворушення охопили Кюринське ханство, правитель якого Аслан-хан намагався припинити поширення впливу мюрідів, але марно.
З 1826 році Газі-Мухаммад вирішив боротися за встановлення правил шаріату в Дагестані, водночас намагався скасування адатів (норм традиційного права). Роз'їжджаючи по аулах, Газі-Мухаммад поширював шаріат, читав проповіді на п'ятничних молитвах, дискутував із вченими, іноді кулаками намагався вселити оточуючим явну перевагу релігійних законів і вимагав викорінення всіх шкідливих звичаїв (адатів). Багато аулів запрошували молодого проповідника до себе.
Наприкінці узяв участь у нараді в аулі Яраг, де було прийнято рішення розпочати газават проти росіян, а вже напочатку 1829 року шейх Мухаммад Яразький оголосив Газі-Мухаммада імамом. Того ж року відвідав Мехті, шамхала Тарковського та управителя Дербентського ханства (окрім Дербента), в аулі Параул. Тут імам змусив Мехті дати слова впровадити на своїх землях шаріат, але Мехті не дотримав слова. Натомість виїхав до Санкт-Петербургу, дозволивши Газі-Мухаммаду вільно проповідувати у шамхальстві та ханстві.
До 1830 року, маючи в багатьох аулах своїх прихильників, підпорядкувавши своєму вченню значну частину аварців, гумбетовців, салатавців, кумиків, підтримуваний духовенством в Койсубулінській громаді та заручившись відданістю чіркеївців, Газі-Мухаммад створив загін. До нього увійшли близько 400 послідовників. За допомогою нього Газі-Мухаммад мав можливість втілювати свої цілі в життя, при необхідності за допомогою збройної сили.
Але проти політики Газі-Мухаммада виступив його колишній вчитель САїд Араканський. Він звернувся до володарів Дагестану зброєю протидіяти Газі-Мухаммаду. 13 січня 1830 імам із загоном захопив Аракані, в цей час Саїд перебував у Аслан-хана Газікумухського. Після цього на бік Газі-Мухаммада перейшов впливовий політик Мухаммад-каді з аулу Акуша.
Ці події змусили намісника та фельдмаршала І.Паскевича розпочати приготування задля придушення заворушень у гірській частині Дагестану. Проте вирішено було не воювати проти Газі-Мухаммадом, а блокувати бунтівні аули.
Натомість Газі-Мухаммад 1830 року спрямував листа до османського султана Махмуда II з проханням про допомогу, але не отримав відповіді. Тому того ж року рушив на підкорення Аварського ханства, де точилася боротьба між Сурхай-ханом та Абу-Султан Нуцал-ханом, але фактичною правителькою була мати останнього Баху-біке. 24 лютого того ж року Газі-Мухаммад з 8-тисячним військом атакував столицю Аварського ханства аул Хунзах, але зазнав жорстокої поразки.
Після цієї невдачі імам Газі-Мухаммад повернувся до рідного аулу Гімри. Згодом зібрав збори (маджліс) в аулі Унцукуль, де зумів переконати своїх послідовників та багатьох мулл Дагестану продовжити боротьбу. Делегати від чеченців на чолі із Авко Унгаєвим, Абду Шанаєвим і муллою Тагі Ашфітовим прибули до імама і офіційно запросили його до Чечні для впровадження шаріату, на що отримали згоду. Незабаром відправив свого представника Абдуллу до Чечні.
Натомість І.Паскевич спрямував до Гімри барона Г.Розена 4-го, який наприкінці травня підійшов до рідного аулу Газі-Мухаммада. Останній змушений був з нього відступити, старійшини аулу оголосили про визнання російської влади. У липні розпочалося повстання в Джаро-Белоканській області Чечні на чолі із Гамзат-беком та Алічулом Мухаммадом. Наприкінці серпня Газі-Мухаммад особисто прибув до Чечні. Проте до кінця року повстання у Чечні було придушено.
Втім у січні 1831 року Газі-мухаммад зумів підняти на повстання Велику Чечню. Російські окупанти відповіли знищенням численних чеченських аулів. Після цього Газі-Мухаммад став активно готуватися до нового повстання по всьому Дагестану. 5 квітня він з 300 мюридами особисто прибув в урочищі Чумкескент і взявся за посилення позицій. Звідси він написав листа шейху Мухаммаду Яразькому з проханням підняти табасаранців. Спроба генерал-майора князя Бековича-Черкаського зайняти Чумкескент виявилася невдалою.
У травні Газі-Мухаммад намагався підняти шамхальство Тарковське, де зайняв значну частину аулів, зокрема ставку шамхала Параул. 27 травня було захоплено столицю цієї держави аул Таркі, проте Газі-Мухаммад не зумів зайняти важливу фортецю «Бурхливу». Скориставшись цим росіяни 29 травня завдали поразку військам імама, який змушений був залишити Таркі.
Але Газі-Мухаммад швидко відновив військо. 14 червня взяв в облогу фортецю «Раптову» біля річки Акташ, плануючи після цього рушити на Кізляр та захопити ст. Грозну. Проте облога не дала результату й 27 червня імам відступив перед наступом російських військ на чолі із генералами Г.Емануелєм та Бековичем-Черкаським. 1 липня Газі-Мухаммад завдав поразки росіянам у битві при аулі Акташ.
Газі-Мухаммад відправив своїх помічників знову підняти Чечню. У серпні Газі-Мухаммад знову став підіймати населення Газі-Кумухського, Кюрінського ханства, Тарковського шамхальства. 12 серпня зайняв важливий аул Башли, збільшивши загін до 3 тис. вояків. Також Газі-Мухаммад наказав перекрити усі шляхи навколо Дербенту. Останній Газі-Мухаммад взяв в облогу 20 серпня, яка тривала до 27 серпня. Відступивший імам розташувався біля аулу Рукель.
23 вересня було прихильники імама втратили аул Ерпелі. 30 вересня росіяни розпочали придушення повстання у Табасарани, де керував Мухаммад Яразький. Невдовзі захоплено аул Дювек, що був військовою базою Газі-Мухаммада. до 4 жовтня ця область була знову підкорено російській владі. Тоді Газі-Мухаммад вирішив вимотати супротивника, постійно пересуваючись Дагестаном, населення якого закликав до повстання. Зрештою імам зумів раптовою атакою 1 листопада захопити м. Кізляр. У відповідь росіяни 1 грудня захопили важливу базу Газі-Мухаммада — Чумкескент, який марно обороняли Гамзат-бек та Шаміль.
У березні 1832 року імам вирушив до Чечні, де швидко захопив аули Ачхой, Заухі, Галашки. В результаті значна частина чеченських аулів перейшла на бік Газі-Мухаммада. Останній мав намір перекрити Військо-Грузинську дорогу, але не зміг перетягнути на свій бік інгушів та осетинів. Тому нетривала облога Владикавказу та Назрані завершилася відступом у гори. У квітні Газі-Мухаммад захопив усі околиці фортеці Грозний, але зрештою повернувся до Дагестану.
Спроби імама перетягнути на свій бік Сулейман-хан, шамхала Тарковського виявилися марними. До того ж 21 липня Газі-Мухаммад зазнав поразки від росіян між аулами Ерпелі та Каранай. Очільник дагестанців відступив до аулу Гімри. Напочатку серпня росіяни завдали поразки прихильникам імама у Чечні.

## Загибель
10 жовтня 1832 року росіяни розпочали наступ на загони Газі-Музаммада у Гімринській ущелині. З боями російські війська йшли до аулу Гімри, де отаборився імам. 17 жовтня росіяни підійшли до аулу, в результаті штурму якого Газі-Мухаммад загинув.

## Творчість
Газі-Мухаммад склав книгу, що включала в себе аргументи про необхідність встановлення повсюдно шаріату на основі Корану і хадисів «Аятул Бугіра лі Русам Кумасра» («Вірші радости істини для суддів аулу Гімри»). Пізніше книга потрапила до Саїда Араканського, який уважно її прочитав і дав їй свою назву — «Ілам бі Іртідаді ель Хуккам» («Оповіщення про відступництво суддів від релігії»).